# Wilhelm Leber
Wilhelm Leber (Herford, 20 de julho de 1947) é um matemático alemão.
Em 1975 obteve seu doutorado em matemática na Universidade de Frankfurt com a tese Konvergenzbegriffe für lineare Operatoren und Stabilitätsaussagen. Depois de se formar, começou a trabalhar na Universidade de Hamburgo.

## Vida da Igreja
Em 1990 Wilhelm Leber foi ordenado ministro na Igreja Nova Apostólica. Quando, em 1992, seu antecessor foi aposentado, foi ordenado como um Apóstolo de Distrito e foi-lhe dado o encargo das igrejas regionais em Bremen e Hamburgo, e, em 1994, também a igreja de Mecklenburg.
Em 15 de maio de 2005 recebeu o cargo de Apóstolo Chefe da Igreja Nova Apostólica, sucedendo Richard Fehr.
Em 19 de maio de 2013 foi sucedido como Chefe Apóstolo por Jean-Luc Schneider.